# Massimo Bontempelli
Massimo Bontempelli (Como, 12 maggio 1878 – Roma, 21 luglio 1960) è stato uno scrittore e saggista italiano.
Principale esponente del realismo magico letterario.

## Biografia
(Massimo Bontempelli, L'avventura novecentista, III. Consigli)
Massimo Bontempelli nasce a Como da Alfonso e Maria Cislaghi: il padre è ingegnere delle Ferrovie dello Stato e per motivi di lavoro si trasferisce frequentemente con la famiglia in altre città. Massimo frequenta il R. Liceo Ginnasio Giuseppe Parini di Milano - dove il suo insegnante di lettere è Alfredo Panzini - e nel 1897 consegue la maturità ad Alessandria.
Frequenta la Facoltà di Lettere e Filosofia dell'Università degli Studi di Torino, allievo di Arturo Graf e di Giuseppe Fraccaroli, laureandosi nel 1902 in Filosofia con una tesi sul libero arbitrio e poi in Lettere con una ricerca sulle origini dell'endecasillabo. Ottenuto un incarico nelle scuole medie, insegna Lettere a Cherasco e poi ad Ancona. A partire dal 1904 pubblica una serie di raccolte di poesie e di racconti, oltre che una tragedia in versi, Costanza, e una commedia, Santa Teresa, tutte opere di carattere classicista poi rinnegate. Nel 1909 sposa Amelia Della Pergola (1886-1977), dalla quale ha una figlia, morta pochi mesi dopo, e il figlio Massimo (1911-1962).
Lasciato l'insegnamento nel 1910 e stabilitosi a Firenze, Bontempelli lavora come giornalista per Il Marzocco, La Nazione, la Nuova Antologia, il settimanale Le Cronache letterarie, Il Nuovo Giornale, Il Fieramosca e Corriere della Sera, oltre che per la Casa editrice Sansoni, per la quale cura i libri scolastici Il Poliziano e il Magnifico (1910) e le Prose di fede e di vita nel primo tempo dell'Umanesimo (1914). Fa parte dei circoli carducciani, che polemizzano con la nuova critica crociana: suoi articoli già pubblicati nelle Cronache letterarie sono compresi nell'opera miscellanea pubblicata nel 1911 Polemica carducciana, mentre l'anno dopo pubblica i racconti Sette Savi.

Cardarelli, Bontempelli e Savinio nel 1920

Nel 1915 accetta l'incarico di responsabile culturale dell'Istituto Editoriale Italiano e si trasferisce a Milano, curando la pubblicazione di classici della letteratura italiana. Nello stesso tempo è collaboratore del quotidiano milanese Secolo e corrispondente di guerra per conto del giornale romano Il Messaggero.

Convinto interventista, nel 1917 è arruolato come ufficiale di artiglieria, collabora anche alla stesura del giornale militare Il Montello e ottiene due medaglie al valore e tre croci di guerra.
Congedato nel 1919, pubblica un volume di poesie scritte tra il 1916 e il 1918, di poco convinta ispirazione futurista, Il Purosangue. L'Ubriaco, che avrà un'edizione definitiva nel 1933 e rimane l'unico esempio di produzione poetica da lui riconosciuta. È tuttavia tra i fondatori del Fascio Politico Futurista di Milano, già aveva contribuito con suoi scritti a L'Italia futurista e a Roma futurista, e pubblica i romanzi La vita intensa (1920) - che aveva già pubblicato a puntate in Ardita, il supplemento mensile de Il Popolo d'Italia - e La vita operosa nel 1921.
Sono i suoi soggiorni da giornalista a Parigi negli anni 1921 e 1922 a metterlo in contatto con le nuove avanguardie francesi e a mutare profondamente la sua immagine dell'artista moderno. Infatti, nei brevi romanzi La scacchiera davanti allo specchio (1922) ed Eva ultima (1923) compare uno stile ispirato all'arbitrio irrazionale e alla casualità apparente dei sogni, un'impostazione di scrittura che coincide in gran parte con gli enunciati del Primo manifesto del Surrealismo di André Breton (1924). Nel 1924 entra nel P.N.F. insieme a Luigi Pirandello.
Stabilitosi a Roma, fa parte del Teatro degli Undici, fondato dal figlio di Pirandello, Stefano Landi, e da Orio Vergani, e stringe amicizia con Luigi Pirandello che lo spinge a scrivere anche drammi per la sua compagnia. Ne nascono Nostra Dea (1925) - protagonista è Marta Abba - e Minnie la candida (1927), la cui messa in scena è curata dallo stesso maestro siciliano. 

Tratto da un racconto del 1924 Minnie la candida (inizialmente pubblicato in «Comoedia», il 20 marzo 1928) - forse il capolavoro teatrale di Bontempelli - è un dramma fiabesco, e pur plausibile, che si consuma in un'atmosfera sempre oscillante tra l'incubo e il gioco. 
Sempre a Roma entra in contatto con gli ingegni più disparati, fra cui il compositore Dante Alderighi con cui si lega di amicizia e che nel 1939 musica le sue "Cinque Liriche" (Voluttà, Amore, L'Aquila Prega, Angeli e L'Albero).
"Unico strumento del nostro lavoro sarà l'immaginazione.
Occorre rimparare l'arte di costruire, per inventare i miti freschi onde possa scaturire la nuova atmosfera di cui abbiamo bisogno per respirare. (...) Il mondo immaginario si verserà in perpetuo a fecondare e arricchire il mondo reale.
Perché non per niente l'arte del Novecento avrà fatto lo sforzo di ricostruire e mettere in fase un mondo reale esterno all'uomo. Lo scopo è di imparare a dominarlo, fino a poterne sconvolgere a piacere le leggi. Ora, il dominio dell'uomo sulla natura è la magia. (...)
(Immaginazione, fantasia: ma niente di simile al favolismo delle fate: niente milleunanotte.
Piuttosto che di fiaba, abbiamo sete di avventura. La vita più quotidiana e normale, vogliamo vederla come un avventuroso miracolo: rischio continuo, e continuo sforzo di eroismi o di trappolerie per scamparne.
L'esercizio stesso dell'arte diviene un rischio d'ogni momento. Non esser mai certi dell'effetto. Temere sempre che non si tratti d'ispirazione ma di trucco. Tanti saluti ai bei comodi del realismo, alle truffe dell'impressionismo. (...) Ecco la regola di vita e d'arte per cent'anni ancora: avventurarsi di minuto in minuto, fino al momento in cui o si è assunti in cielo o si precipita.)"

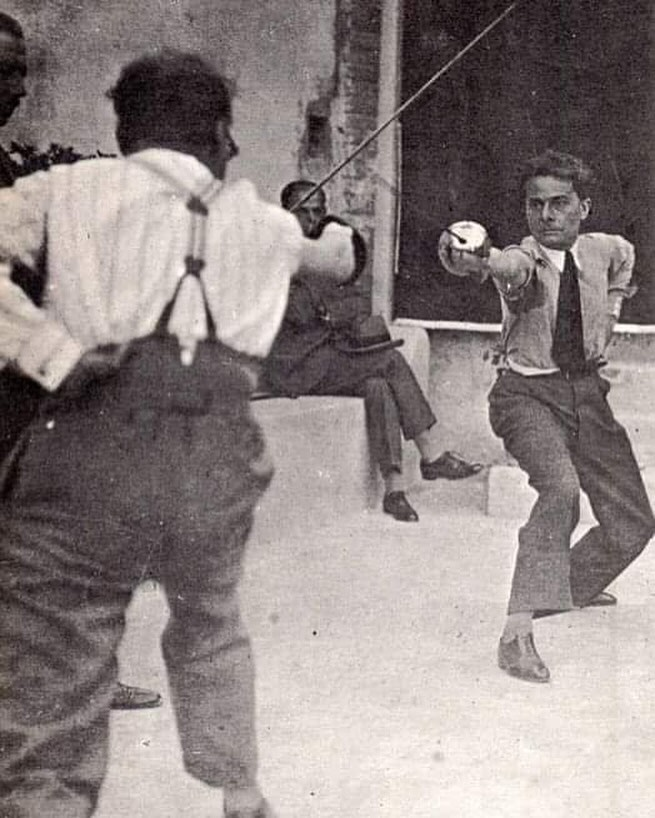
Il duello con Ungaretti nella villetta di Pirandello, nell'agosto 1926.

L'8 agosto 1926, nella villa di Pirandello, nei pressi di Sant'Agnese, venne sfidato a duello da Giuseppe Ungaretti, a causa di una polemica nata sul quotidiano romano "Il Tevere". Ungaretti rimase leggermente ferito al braccio destro e il duello finì con una riconciliazione.
Con Curzio Malaparte fonda nel 1926 la rivista internazionale "900", Cahiers d'Italie et d'Europe che fino al 1927 è pubblicata in francese e si rivolge a tutti gli intellettuali cosmopoliti del cosiddetto «novecentismo» o «stracittà»: su questa piattaforma espone la sua poetica innovatrice del realismo magico che, secondo il modello francese, invita l'artista moderno a scoprire l'incanto dell'inconscio e delle avventure imprevedibili, però senza rinunciare alla funzione di controllo della sua ragione umana. Come mitografo l'artista deve rivelare il «senso magico scoperto nella vita quotidiana degli uomini e delle cose» semplificando la realtà problematica e complessa nella società di massa e traducendola in favole e miti nuovi. L'edizione integrale di questo suo programma del movimento avviene nel 1938 sotto il titolo L'avventura novecentista.
Se i suoi primi romanzi e racconti di stampo "magico" hanno ancora una certa originalità ricca di idee, minore successo critico avranno le opere successive  , tra cui i romanzi Il figlio di due madri (1929) e Gente nel tempo (1937).

Il ministro Bottai e Bontempelli a Venezia (1940 circa)

Malaparte era già uscito dal sodalizio di «900» alla fine del 1927 e Bontempelli, che dal 1928 è divenuto segretario nazionale del Sindacato Fascista Autori e Scrittori, chiude la rivista nel 1929, anno nel quale ha l'idea di creare, all'Hôtel de Russie di Roma, il primo cineclub italiano. Insieme alla sua nuova compagna, la scrittrice Paola Masino, è spesso all'estero per viaggi, conferenze e dibattiti culturali.
Convinto assertore del fascismo, nel quale vede il mezzo politico più adatto a sostenere la nascita di una società moderna in Italia, Bontempelli è nominato il 23 ottobre 1930 Accademico d'Italia. Vive per tutto l'anno a Parigi: rientrato a Milano nel 1931, pubblica Mia vita morte e miracoli. L'anno successivo si trasferisce a Frascati e nel 1933 fonda con Pier Maria Bardi la rivista d'arte Quadrante che appoggia l'architettura razionalista di Michelucci e Terragni e anche le correnti pittoriche astratte.
Avverso sia al provincialismo dello «strapaese» che all'invasività del Regime nelle scelte artistiche, il 23 agosto 1936 pubblica sulla Gazzetta del Popolo di Torino l'articolo critico I soliti spunti; nel 1938 esce l'Avventura novecentista e il 29 giugno l'articolo Le rane chiedono tanti re, che attacca la proposta di istituire un Albo nazionale dei critici d'arte.

All'istituzione delle leggi razziali rifiuta di succedere ad Attilio Momigliano, sollevato dalla cattedra di Letteratura italiana nell'Università di Firenze; anche nel discorso di commemorazione di Gabriele D'Annunzio, il 27 novembre, critica l'«obbedienza militaresca» divenuta ormai un costume nazionale. 

Si rivelò infine essere stato l'unico accademico a rifiutare di occupare una cattedra liberata dalla persecuzione ebraica.
Espulso dal PNF e con la proibizione di scrivere per un anno, deve lasciare Roma e risiedere a Venezia, in una sorta di «esilio dorato», presso la villa del barone Franchini, mantenendo a ogni modo la carica di Accademico d'Italia fino al 25 luglio 1943.

Massimo Bontempelli

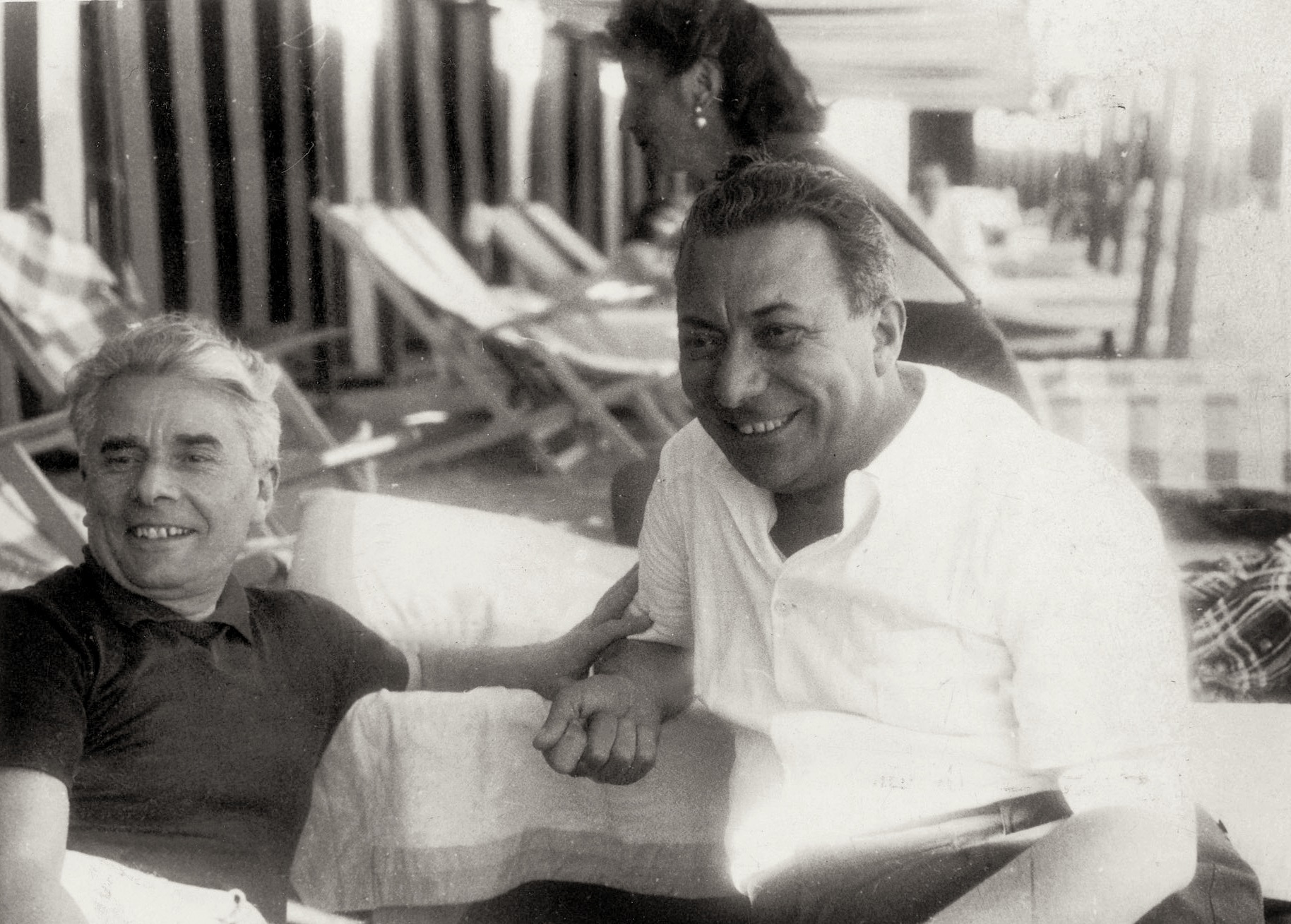
Bontempelli (a sinistra) con l'editore Arnoldo Mondadori

Alla fine del 1939 collabora con il settimanale Tempo (dove tiene una rubrica con i lettori) e con Il Corriere della Sera. Dirige anche la rivista Domus (1941-43) e ha contatti con l'opposizione comunista.
Alla caduta di Mussolini è a Roma, ma l'estrema reazione del fascismo e le minacce di morte di Alessandro Pavolini lo costringono a nascondersi con Paola Masino in casa di amici. Alla liberazione di Roma, fonda con la Masino, Moravia, Savinio e Piovene il settimanale Città.
Finita la guerra, nel 1945 torna a Milano dove dà vita, insieme con Ugo Betti, Sem Benelli, Diego Fabbri e altri autori teatrali, al Sindacato nazionale autori drammatici, con l'intento di salvaguardare il lavoro dei drammaturghi e degli scrittori teatrali. Nel 1948 viene eletto senatore nelle liste del Fronte Democratico Popolare. Siede tra le file del Gruppo Democratico di Sinistra. Nel 1950 però la nomina è invalidata poiché, nel 1935, Bontempelli aveva curato un'antologia per le scuole medie, e la legge elettorale dell'epoca prevede che non possano candidarsi «gli autori di libri e testi scolastici di propaganda fascista» per cinque anni dall'entrata in vigore della Costituzione repubblicana.
Torna definitivamente a Roma nel 1950. Accettato non senza renitenza dall'Unità visti i trascorsi fascisti, qui pubblica il suo ultimo racconto, Idoli, del 15 febbraio 1951. 
In questo periodo, nonostante l'adesione alle ideologie socialiste, si accentua paradossalmente nell'autore la propensione a un classicismo reazionario e la tendenza a rifugiarsi nella torre d'avorio delle lettere. Nel 1953 vince il Premio Strega con il suo ultimo libro L'amante fedele, una raccolta di racconti scritti già nell'immediato dopoguerra nello stile del Realismo magico.
Dalla metà degli anni cinquanta una grave malattia gli impedisce di proseguire il suo lavoro e, a 82 anni, muore a Roma il 21 luglio 1960. È sepolto presso il cimitero del Verano di Roma.
A partire dal 2020, le sue opere sono in corso di riedizione nel catalogo della casa editrice Utopia.

## Opere

### Narrativa
- Sette Savi, Baldoni, Firenze 1912; Lucarini, Roma 1991
- La vita intensa. Romanzo dei romanzi, Vallecchi, Firenze 1920; Isbn, Milano 2009; Utopia, Milano 2025
- La vita operosa. Nuovi racconti d'avventura, Vallecchi, Firenze 1921
- Viaggi e scoperte. Ultime avventure, Vallecchi, Firenze 1922
- La scacchiera davanti allo specchio, Bemporad, Firenze 1922
- Eva ultima, Stock, Roma 1923; Lucarini, Roma 1988
- La donna dei miei sogni e altre avventure moderne, Mondadori, Milano 1925
- Donna nel sole e altri idilli, Mondadori, Milano 1928
- Il figlio di due madri, Sapientia, Roma 1929; Liberilibri, Macerata 2007; Utopia, Milano 2021
- Lo zar non è morto, 1929 (romanzo collettivo, con il "Gruppo dei Dieci"); Graphofeel, Roma 2011
- Vita e morte di Adria e dei suoi figli, Bompiani, Milano 1930; Lucarini, Roma 1989; Liberilibri, Macerata 2007; Utopia, Milano 2022
- Mia vita, morte e miracoli, Stock, Roma 1931
- La famiglia del fabbro, Mondadori, Milano 1932
- «522» Racconto di una giornata, Mondadori, Milano 1932; Lucarini, Roma 1991
- Galleria degli schiavi, Mondadori, Milano 1934
- Gente nel tempo, A. Barion, Sesto San Giovanni-Milano 1937; Utopia, Milano 2020
- Giro del sole, Mondadori, Milano 1941
- Le notti, Atlantica, Roma 1945
- L'acqua, Darsena, Roma 1945
- L'ottuagenaria, Istituto Editoriale Italiano, Milano 1946
- L'amante fedele, Mondadori, Milano 1953; Utopia, Milano 2023

### Drammi
- Siepe a nordovest, in «La Lettura», 1º novembre 1919
- La guardia alla luna, in «Comoedia», 10 aprile 1920
- Nostra Dea, in «Comoedia», 1º agosto 1925
- Minnie la candida, in «Comoedia», 20 marzo 1928; Liberilibri, Macerata 2005
- Valoria, in «Comoedia», 15 aprile 1932
- Bassano padre geloso, Mondadori, Milano 1934
- Nembo, in «Occidente», aprile-maggio 1935
- La fame in Teatro, Novissima, Roma 1936
- Cenerentola, Edizioni della Cometa, Roma 1942 (Teatro della Pergola di Firenze con musiche di scena di Bontempelli, regia di Corrado Pavolini con Anna Proclemer ed Ernesto Calindri nel 1942)
- Teatro, Mondadori, Milano 1947
- Venezia salva, Neri Pozza, Venezia 1947; Pacini Fazzi, Lucca 2016, a cura di Massimo Colella
- L'innocenza di Camilla, in «Sipario», agosto-settembre 1949
- Eva ultima, Pacini Fazzi, Lucca 2020, a cura di Irene Bertelloni

### Musica
- Aria per violino e pianoforte
- Tre preludi in re minore per violino, pianoforte e violoncello
- Due tempi per quartetto d'archi
- Sei preludi e finale per quartetto d'archi
- Danza in cinque tempi per quartetto d'archi e pianoforte
- Partita per otto strumenti
- Piccola suite per quintetto d'archi, flauto, clarinetto, pianoforte e piccola batteria
- Tre racconti per pianoforte
- Suite popolare per pianoforte
- Tre preludi per pianoforte

L'attività compositiva di Bontempelli, oltre alle suddette composizioni, è particolarmente pregevole soprattutto per le musiche di scena che egli scrisse per alcuni suoi drammi teatrali.

### Lirica
- Il Purosangue. L'Ubriaco, Facchi Editore, Milano 1919. Edizione definitiva: Il Purosangue, Edizioni La Prora, Milano 1933

### Giornalismo di guerra
- Dallo Stelvio al mare, Bemporad, 1915

### Saggistica
- La donna del Nadir, La terza pagina, Roma 1924
- Il neosofista, Mondadori, Milano 1929
- Stato d grazia, Stock, Roma 1931
- Novecentismo letterario, Nemi, Firenze 1931
- Pezzi di mondo, Panorama, Milano 1936
- Pirandello, Leopardi, D'Annunzio, Bompiani, Milano 1938
- L'avventura novecentista, Vallecchi, Firenze 1938
- Arturo Martini, Hoepli, Milano 1939
- Scarlatti, Amici del libro, Verona 1940
- Verga, L'Aretino, Scarlatti, Verdi, Bompiani, Milano 1941
- Sette discorsi, Bompiani, Milano 1942
- Gian Francesco Malipiero, Bompiani, Milano 1942
- Introduzione e discorsi, Bompiani, Milano 1945
- Appassionata incompetenza, Neri Pozza, Venezia 1950
- Passione incompiuta, Mondadori, Milano 1950
- Il Bianco e il Nero, Napoli, Guida, 1987

### Traduzioni
- Claude Tillier, Mio zio Beniamino, Formiggini, Roma, 1914.
- Stendhal, Dell'amore, Istituto Editoriale italiano, Milano 1916; SE, Milano 2003.
- Stendhal, Il rosso e il nero: cronaca del 1830, Bietti, Milano 1920; Newton Compton, Roma 2002.
- Théophile Gautier, Il capitan Fracassa, Ist. Editoriale Italiano, La Santa (Milano), 1927; Newton Compton, Roma 2004.
- Apuleio, Le trasformazioni, 2 voll., Collezione Romana, Società Anonima Notari, La Santa (Milano) 1928; Garzanti, Milano 1946; riedito con il titolo L'asino d'oro, Collana I Millenni, Einaudi, Torino 1973; Collana Assonanze, ES, Milano 2011, ISBN 978-88-771-0930-9.
- François-René de Chateaubriand, Atala - Renato - Le avventure dell'ultimo Abenceragio, Mondadori, Milano 1931.
- Il Vangelo: Matteo tradotto da Nicola Lisi; Marco tradotto da Corrado Alvaro; Luca tradotto da Diego Valeri; Giovanni tradotto da Massimo Bontempelli; introduzione di don Giuseppe De Luca; note di don Enrico Bartoletti, Editrice Liturgica comm. Luigi Favero, Vicenza 1947; R.C.S. Libri & Grandi Opere, Milano 1994.

### Opere rifiutate
- Egloghe, Streglio, Torino 1904
- Verseggiando, Sandron, Palermo 1905
- Costanza, Biblioteca del Piemonte, Torino 1906
- Odi Siciliane, Sandron, Palermo 1906
- Socrate moderno, Lattes, Torino 1908
- Amori, Lattes, Torino 1910
- Settenari e sonetti, Puccini, Ancona 1910
- Odi, Formiggini, Modena 1910
- Santa Teresa, inedita, rappresentata al Teatro Manzoni di Milano il 14 maggio 1915
- La piccola, Istituto Editoriale Italiano, Milano 1916
- Teatrino, Società Editoriale Italiana, Milano 1916

## Edizioni delle opere
- Massimo Bontempelli, Opere scelte, a cura di Luigi Baldacci, Milano, Mondadori, 1997